# Ligue des champions de tennis de table 2016-2017
Navigation
Ligue des Champions
2015-2016 Ligue des Champions 
2017-2018
La 19e édition de la Ligue des champions de tennis de table masculine comptant pour la saison 2016-2017 oppose les meilleures équipes des principaux championnats nationaux d'Europe. À noter la participation de quatre équipes françaises et trois allemandes, pays les plus représentés. TTCG Orenbourg tentera de conserver son titre.

## Hommes

### Équipes engagées
La compétition démarre avec 16 équipes de huit nations, la France a quatre représentants, l'Allemagne et la Pologne trois représentants, deux viennent de Russie, l'Autriche, la Suède, la Tchéquie et le Danemark sont représentés par leur champion.

### Phase de poules

#### Tirage au sort
Le tirage au sort des poules est effectué le 24 juin 2016.

#### Groupe A
Classement du groupe A. Les deux premières équipes sont qualifiés pour les 1/4 de finale de la compétition. La troisième équipe est reversée en 1/8 de finale de l'ETTU CUP.
| # | Équipe | Équipe                    | Pts | J | V | D | PG | PP | DIFF |
| - | ------ | ------------------------- | --- | - | - | - | -- | -- | ---- |
| 1 |        | TTCG Orenbourg            | 11  | 6 | 5 | 1 | 16 | 4  | 12   |
| 2 |        | TTF Liebherr Ochsenhausen | 10  | 6 | 4 | 2 | 13 | 10 | 3    |
| 3 |        | Vaillante Angers TT       | 8   | 6 | 2 | 4 | 6  | 12 | -6   |
| 3 |        | Roskilde Bordtennis       | 7   | 6 | 1 | 6 | 7  | 16 | -9   |

#### Groupe B
Classement du groupe B. Les deux premières équipes sont qualifiés pour les 1/4 de finale de la compétition. La troisième équipe est reversée en 1/8 de finale de l'ETTU CUP.
| # | Équipe | Équipe                   | Pts | J | V | D | PG | PP | DIFF |
| - | ------ | ------------------------ | --- | - | - | - | -- | -- | ---- |
| 1 |        | AS Pontoise-Cergy TT     | 11  | 6 | 5 | 1 | 16 | 8  | 8    |
| 2 |        | Eslövs AI                | 9   | 6 | 3 | 3 | 15 | 13 | 2    |
| 3 |        | UMMC Iekaterinbourg      | 9   | 6 | 3 | 3 | 13 | 14 | -1   |
| 4 |        | KS Unia AZS AWFiS Gdańsk | 7   | 6 | 1 | 5 | 8  | 17 | -9   |

#### Groupe C
Classement du groupe C. Les deux premières équipes sont qualifiés pour les 1/4 de finale de la compétition. La troisième équipe est reversée en 1/8 de finale de l'ETTU CUP.
| # | Équipe | Équipe           | Pts | J | V | D | PG | PP | DIFF |
| - | ------ | ---------------- | --- | - | - | - | -- | -- | ---- |
| 1 |        | FC Sarrebruck TT | 10  | 6 | 4 | 2 | 15 | 8  | 7    |
| 2 |        | GV Hennebont TT  | 10  | 4 | 2 | 2 | 13 | 11 | 2    |
| 3 |        | Bogoria Grodzisk | 9   | 6 | 3 | 3 | 11 | 11 | 0    |
| 4 |        | TTC Ostrava 2016 | 7   | 6 | 1 | 5 | 7  | 16 | -9   |

#### Groupe D
Classement du groupe D. Les deux premières équipes sont qualifiés pour les 1/4 de finale de la compétition. La troisième équipe est reversée en 1/8 de finale de l'ETTU CUP.
| # | Équipe | Équipe                   | Pts | J | V | D | PG | PP | DIFF |
| - | ------ | ------------------------ | --- | - | - | - | -- | -- | ---- |
| 1 |        | Borussia Düsseldorf      | 12  | 6 | 6 | 0 | 18 | 3  | 15   |
| 2 |        | ASTT Chartres            | 10  | 6 | 4 | 2 | 15 | 18 | 7    |
| 3 |        | SPG Walter Wels          | 7   | 6 | 1 | 5 | 6  | 15 | -9   |
| 4 |        | KST Energa Manekin Toruń | 7   | 6 | 1 | 5 | 4  | 17 | -13  |

### Phase finale
|  | Quarts de finale                  | Quarts de finale                  |                      |       | Demi-finales                             | Demi-finales                             |  |  | Finale                          | Finale                          |
|  | Quarts de finale                  | Quarts de finale                  |                      |       | Demi-finales                             | Demi-finales                             |  |  | Finale                          | Finale                          |
|  |                                   |                                   |                      |       |                                          |                                          |  |  |                                 |                                 |
|  | Allers du 26/01, Retours du 10/02 | Allers du 26/01, Retours du 10/02 |                      |       | Allers 9/10 mars, retours 6/7 avril 2017 | Allers 9/10 mars, retours 6/7 avril 2017 |  |  | Aller 7 mai, Retour 12 mai 2017 | Aller 7 mai, Retour 12 mai 2017 |
|  | Allers du 26/01, Retours du 10/02 | Allers du 26/01, Retours du 10/02 |                      |       | Allers 9/10 mars, retours 6/7 avril 2017 | Allers 9/10 mars, retours 6/7 avril 2017 |  |  | Aller 7 mai, Retour 12 mai 2017 | Aller 7 mai, Retour 12 mai 2017 |
|  | GV Hennebont TT                   | 0 ; 2                             |                      |       | Allers 9/10 mars, retours 6/7 avril 2017 | Allers 9/10 mars, retours 6/7 avril 2017 |  |  | Aller 7 mai, Retour 12 mai 2017 | Aller 7 mai, Retour 12 mai 2017 |
|  | GV Hennebont TT                   | 0 ; 2                             |                      |       | Allers 9/10 mars, retours 6/7 avril 2017 | Allers 9/10 mars, retours 6/7 avril 2017 |  |  | Aller 7 mai, Retour 12 mai 2017 | Aller 7 mai, Retour 12 mai 2017 |
|  | AS Pontoise-Cergy TT              | 3 ; 3                             |                      |       | Allers 9/10 mars, retours 6/7 avril 2017 | Allers 9/10 mars, retours 6/7 avril 2017 |  |  | Aller 7 mai, Retour 12 mai 2017 | Aller 7 mai, Retour 12 mai 2017 |
|  | AS Pontoise-Cergy TT              | 3 ; 3                             | AS Pontoise-Cergy TT | 0 ; 1 |                                          |                                          |  |  | Aller 7 mai, Retour 12 mai 2017 | Aller 7 mai, Retour 12 mai 2017 |
|  |                                   |                                   | AS Pontoise-Cergy TT | 0 ; 1 |                                          |                                          |  |  | Aller 7 mai, Retour 12 mai 2017 | Aller 7 mai, Retour 12 mai 2017 |
|  |                                   | Borussia Düsseldorf               | 3 ; 3                |       |                                          |                                          |  |  | Aller 7 mai, Retour 12 mai 2017 | Aller 7 mai, Retour 12 mai 2017 |
|  | TTC Ochsenhausen                  | Borussia Düsseldorf               | 3 ; 3                | 3 ; 1 |                                          |                                          |  |  | Aller 7 mai, Retour 12 mai 2017 | Aller 7 mai, Retour 12 mai 2017 |
|  | TTC Ochsenhausen                  |                                   |                      | 3 ; 1 |                                          |                                          |  |  | Aller 7 mai, Retour 12 mai 2017 | Aller 7 mai, Retour 12 mai 2017 |
|  | Borussia Düsseldorf               | 2 ; 3                             |                      |       |                                          |                                          |  |  | Aller 7 mai, Retour 12 mai 2017 | Aller 7 mai, Retour 12 mai 2017 |
|  | Borussia Düsseldorf               | 2 ; 3                             | Borussia Düsseldorf  | 0 ; 2 |                                          |                                          |  |  |                                 |                                 |
|  |                                   |                                   | Borussia Düsseldorf  | 0 ; 2 |                                          |                                          |  |  |                                 |                                 |
|  |                                   | TTCG Orenbourg                    | 3 ; 3                |       |                                          |                                          |  |  |                                 |                                 |
|  | ASTT Chartres                     | TTCG Orenbourg                    | 3 ; 3                | 1 ; 3 |                                          |                                          |  |  |                                 |                                 |
|  | ASTT Chartres                     |                                   |                      | 1 ; 3 |                                          |                                          |  |  |                                 |                                 |
|  | FC Sarrebruck                     | 3 ; 2                             |                      |       |                                          |                                          |  |  |                                 |                                 |
|  | FC Sarrebruck                     | 3 ; 2                             | FC Sarrebruck TT     | 1 ; 0 |                                          |                                          |  |  |                                 |                                 |
|  |                                   |                                   | FC Sarrebruck TT     | 1 ; 0 |                                          |                                          |  |  |                                 |                                 |
|  |                                   | TTCG Orenbourg                    | 3 ; 3                |       |                                          |                                          |  |  |                                 |                                 |
|  | Eslövs AI                         | TTCG Orenbourg                    | 3 ; 3                | 1 ; 1 |                                          |                                          |  |  |                                 |                                 |
|  | Eslövs AI                         |                                   |                      | 1 ; 1 |                                          |                                          |  |  |                                 |                                 |
|  | TTCG Orenbourg                    | 3 ; 3                             |                      |       |                                          |                                          |  |  |                                 |                                 |
|  | TTCG Orenbourg                    | 3 ; 3                             |                      |       |                                          |                                          |  |  |                                 |                                 |

## Compétition féminine

### Phase de poules
Les équipes sont réparties dans quatre poules de 3, les deux premiers sont qualifiés pour le tour suivant, le dernier est reversé en ETTU CUP.

#### Groupe A
| Cl | Équipes                | Pts | J | V | D | PP-PC | Diff |
| -- | ---------------------- | --- | - | - | - | ----- | ---- |
| 1  | TTC Berlin Eastside    | 8   | 4 | 4 | 0 | 12-0  | +10  |
| 2  | TT Saint-Quentin       | 6   | 4 | 2 | 2 | 7-7   | 0    |
| 3  | Postas Sport Egyesulet | 4   | 4 | 0 | 4 | 2-12  | -10  |

#### Groupe B
| Cl | Équipes            | Pts | J | V | D | PP-PC | Diff |
| -- | ------------------ | --- | - | - | - | ----- | ---- |
| 1  | Linz AG Froschberg | 8   | 4 | 4 | 0 | 12-5  | +7   |
| 2  | UCAM Cartagène     | 6   | 4 | 2 | 2 | 8-7   | 1    |
| 3  | Bad Driburg        | 4   | 4 | 0 | 4 | 4-12  | -8   |

#### Groupe C
| Cl | Équipes             | Pts | J | V | D | PP-PC | Diff |
| -- | ------------------- | --- | - | - | - | ----- | ---- |
| 1  | Szekszard AC        | 7   | 4 | 3 | 1 | 10-5  | +5   |
| 2  | ALCL Grand-Quevilly | 7   | 4 | 3 | 1 | 9-6   | +3   |
| 3  | Bursa BB            | 4   | 4 | 0 | 4 | 4-12  | -8   |

#### Groupe D
| Cl | Équipes              | Pts | J | V | D | PP-PC | Diff |
| -- | -------------------- | --- | - | - | - | ----- | ---- |
| 1  | KTS Zamek Tarnobrzeg | 7   | 4 | 3 | 1 | 10-5  | +5   |
| 2  | Metz TT              | 7   | 4 | 3 | 1 | 9-5   | +4   |
| 3  | SKST Mart Hodonin    | 5   | 4 | 0 | 4 | 3-12  | -9   |

### Phase finale
|  | Quarts de finale                              | Quarts de finale                              |                      |       | Demi-finales              | Demi-finales              |  |  | Finale                          | Finale                          |
|  | Quarts de finale                              | Quarts de finale                              |                      |       | Demi-finales              | Demi-finales              |  |  | Finale                          | Finale                          |
|  |                                               |                                               |                      |       |                           |                           |  |  |                                 |                                 |
|  | Allers du 27 au 29/01, Retours du 10 au 12/02 | Allers du 27 au 29/01, Retours du 10 au 12/02 |                      |       | aller 10/03, retour 07/04 | aller 10/03, retour 07/04 |  |  | aller 7 mai, retour 12 mai 2017 | aller 7 mai, retour 12 mai 2017 |
|  | Allers du 27 au 29/01, Retours du 10 au 12/02 | Allers du 27 au 29/01, Retours du 10 au 12/02 |                      |       | aller 10/03, retour 07/04 | aller 10/03, retour 07/04 |  |  | aller 7 mai, retour 12 mai 2017 | aller 7 mai, retour 12 mai 2017 |
|  | UCAM Cartagène                                | 3 ; 0                                         |                      |       | aller 10/03, retour 07/04 | aller 10/03, retour 07/04 |  |  | aller 7 mai, retour 12 mai 2017 | aller 7 mai, retour 12 mai 2017 |
|  | UCAM Cartagène                                | 3 ; 0                                         |                      |       | aller 10/03, retour 07/04 | aller 10/03, retour 07/04 |  |  | aller 7 mai, retour 12 mai 2017 | aller 7 mai, retour 12 mai 2017 |
|  | KTS Zamek Tarnobrzeg                          | 0 ; 3                                         |                      |       | aller 10/03, retour 07/04 | aller 10/03, retour 07/04 |  |  | aller 7 mai, retour 12 mai 2017 | aller 7 mai, retour 12 mai 2017 |
|  | KTS Zamek Tarnobrzeg                          | 0 ; 3                                         | Linz AG Froschberg   | 2 ; 0 |                           |                           |  |  | aller 7 mai, retour 12 mai 2017 | aller 7 mai, retour 12 mai 2017 |
|  |                                               |                                               | Linz AG Froschberg   | 2 ; 0 |                           |                           |  |  | aller 7 mai, retour 12 mai 2017 | aller 7 mai, retour 12 mai 2017 |
|  |                                               | TTC Berlin Eastside                           | 3 ; 3                |       |                           |                           |  |  | aller 7 mai, retour 12 mai 2017 | aller 7 mai, retour 12 mai 2017 |
|  | Metz TT                                       | TTC Berlin Eastside                           | 3 ; 3                | 2 ; 0 |                           |                           |  |  | aller 7 mai, retour 12 mai 2017 | aller 7 mai, retour 12 mai 2017 |
|  | Metz TT                                       |                                               |                      | 2 ; 0 |                           |                           |  |  | aller 7 mai, retour 12 mai 2017 | aller 7 mai, retour 12 mai 2017 |
|  | Linz AG Froschberg                            | 3 ; 3                                         |                      |       |                           |                           |  |  | aller 7 mai, retour 12 mai 2017 | aller 7 mai, retour 12 mai 2017 |
|  | Linz AG Froschberg                            | 3 ; 3                                         | KTS Zamek Tarnobrzeg | 3 ; 1 |                           |                           |  |  |                                 |                                 |
|  |                                               |                                               | KTS Zamek Tarnobrzeg | 3 ; 1 |                           |                           |  |  |                                 |                                 |
|  |                                               | TTC Berlin Eastside                           | 2 ; 3                |       |                           |                           |  |  |                                 |                                 |
|  | TT Saint-Quentin                              | TTC Berlin Eastside                           | 2 ; 3                | 2 ; 0 |                           |                           |  |  |                                 |                                 |
|  | TT Saint-Quentin                              | aller 16/03, retour 07/04                     |                      | 2 ; 0 |                           |                           |  |  |                                 |                                 |
|  | Szekszard AC                                  | 3 ; 3                                         |                      |       |                           |                           |  |  |                                 |                                 |
|  | Szekszard AC                                  | 3 ; 3                                         | Szekszard AC         | 1 ; 0 |                           |                           |  |  |                                 |                                 |
|  |                                               |                                               | Szekszard AC         | 1 ; 0 |                           |                           |  |  |                                 |                                 |
|  |                                               | KTS Zamek Tarnobrzeg                          | 3 ; 3                |       |                           |                           |  |  |                                 |                                 |
|  | ALCL Grand-Quevilly                           | KTS Zamek Tarnobrzeg                          | 3 ; 3                | 1 ; 0 |                           |                           |  |  |                                 |                                 |
|  | ALCL Grand-Quevilly                           |                                               |                      | 1 ; 0 |                           |                           |  |  |                                 |                                 |
|  | TTC Berlin Eastside                           | 3 ; 3                                         |                      |       |                           |                           |  |  |                                 |                                 |
|  | TTC Berlin Eastside                           | 3 ; 3                                         |                      |       |                           |                           |  |  |                                 |                                 |